# عرمون (کسروان)
عرمون (به عربی: عرمون) یک منطقهٔ مسکونی در لبنان است که در شهرستان کسروان واقع شده‌است. عرمون ۱٫۴۸ کیلومتر مربع مساحت دارد ۷۳۰ متر بالاتر از سطح دریا واقع شده‌است.